# Aabæk Efterskole
Aabæk efterskole, eller Åbæk efterskole ligger nordøst for Aabenraa, på Løjt land. Skolen blev startet i 1970. Efterskolen er baseret på en række værksteder og henvender sig til bogligt svage elever. Aabæk Efterskole tilbyder specialundervisning for unge med særlige behov, herunder unge med ADHD, ordblindhed og unge med generelle indlæringsvanskeligheder.
Aabæk Efterskole har otte linjer: Hestelinjen; Håndværkerlinjen; Design- og medielinjen; Idrætslinjen; Køkkenlinjen; Musik- og Dramalinjen; Jordbrugslinjen; Jagt- og Fiskerilinjen.
Skolen har 25 ansatte (2018).